# Taenitis brooksii
Taenitis brooksii är en kantbräkenväxtart som beskrevs av Edwin Bingham Copeland. Taenitis brooksii ingår i släktet Taenitis och familjen Pteridaceae. Inga underarter finns listade.